# 郭鎮 (順治進士)
郭鎮，山西交城縣人，清朝政治人物、進士出身。

## 生平
順治三年，登進士，授城步縣知縣。